# 小行星5536
小行星5536（英語：5536 Honeycutt）是一颗围绕太阳公转的小行星。1955年8月23日，印第安纳大学在摩根县发现了此天体。
这颗小行星的绝对星等为124.83870等。